# Burg Wartenberg (Oberbayern)
Die Burg Wartenberg ist eine abgegangene Höhenburg in Spornlage bei 465 m ü. NHN auf dem Nikolaiberg bei der Kapelle St. Nikolaus östlich über Wartenberg im Landkreis Erding in Bayern.

## Geschichte
Schon im 10. und 11. Jahrhundert befand sich an der Burgstelle eine Wallbefestigung, die vermutlich den Ungarnwällen zugerechnet werden kann.
Zwischen 1116 und 1120 ließ Otto V. von Scheyern-Wittelsbach an der Stelle eine Burg am „monte [Berg] Wartenberc“ erbauen, was Wartenberg zu einem bedeutenden Zentralort für die Wittelsbacher Besitzungen im Erdinger Raum machte. Zeitweise benannten sich die Wittelsbacher auch nach ihrem Wartenberger Sitz. Ab 1180 wurde die Burg zum Mittelpunkt des wittelsbachischen Herzogtums Baiern, sie wurde dazu ausgebaut. Im selben Jahr urkundete Pfalzgraf Otto VI. (1117–1183) auf der Burg, der am 16. September 1180 von Kaiser Friedrich Barbarossa mit dem Herzogtum Bayern belehnt und als Otto I. (auch Otto der Größere genannt) der erste in Bayern herrschende Wittelsbacher wurde. Seine Witwe, Agnes von Loon, starb 1191 auf der Burg Wartenberg.
Nachdem Ende des 12. Jahrhunderts die Burg abgebrannt war, verlegte Ottos Sohn, Herzog Ludwig der Kelheimer, seinen Hauptsitz auf die Burg in Kelheim sowie ab 1204 auf die neu errichtete Burg Trausnitz in Landshut. Möglicherweise hängt diese Zerstörung mit dem Königsmord durch Otto VIII. von Wittelsbach an König Philipp von Schwaben am 21. Juni 1208 in Zusammenhang. Ludwig selbst hatte Ottos Burg Wittelsbach im folgenden Jahr schleifen lassen.

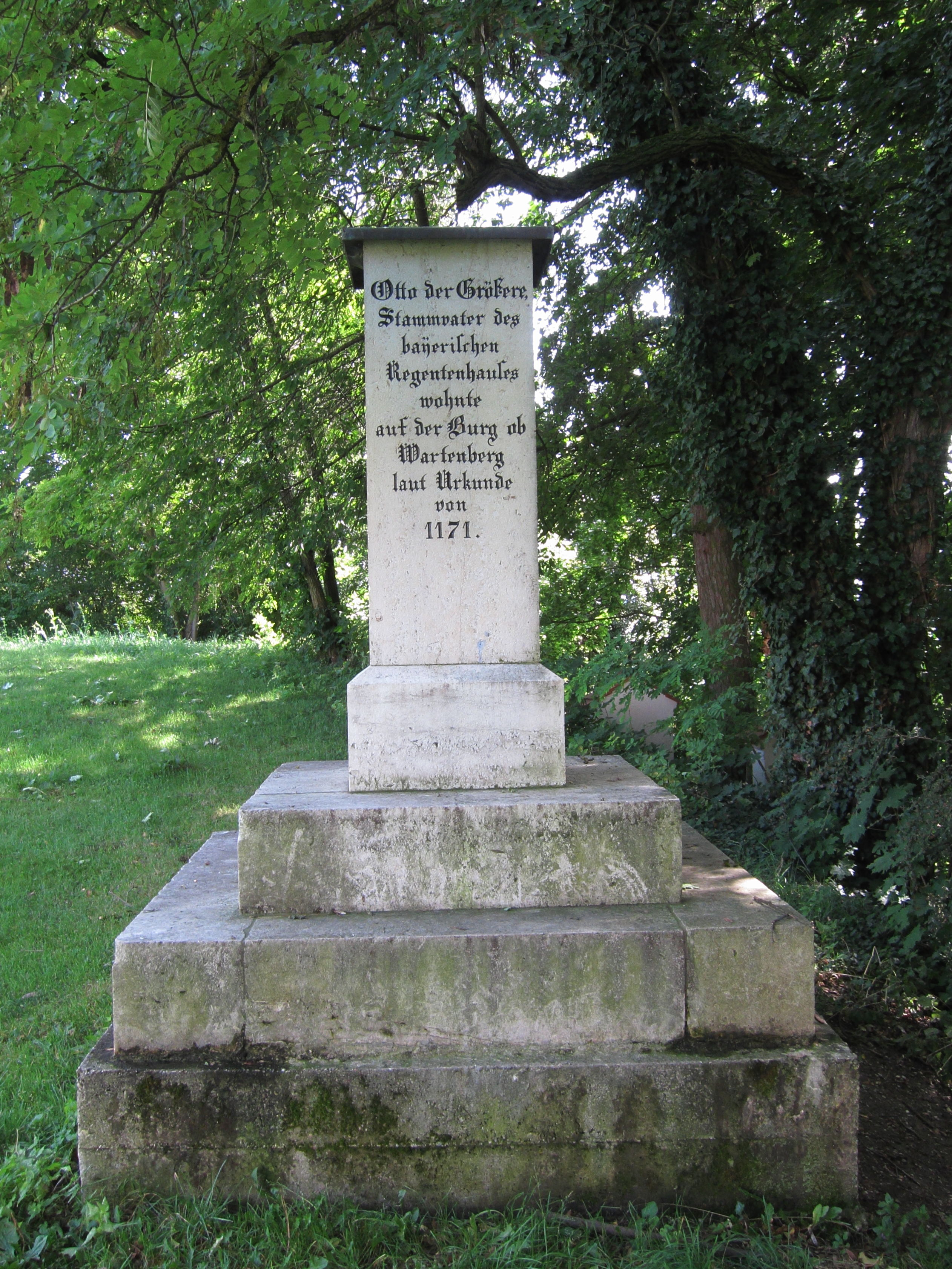
Gedenkstein an die Burg Wartenberg

Im 14. Jahrhundert verlor die Burg zunehmend ihre militärische Bedeutung, wurde 1373 dem Markt Wartenberg zur Besiedelung übergeben und im 15. Jahrhundert bis auf die Burgkapelle abgebrochen. Anfang des 15. Jahrhunderts wurde im südlichen Burgstallbereich ein Jagdhaus errichtet, das zwischen 1579 und 1580 noch ausgebaut wurde. 1855 wurde auf dem Burgstall ein Gedenkstein an die Burg errichtet.
In den Jahren 1978/1979 wurden auf dem Burgplateau vom Bayerischen Landesamt für Denkmalpflege archäologische Grabungen durchgeführt, sie bestätigten die Entstehungszeit im 10. Jahrhundert als Ungarnrefugium.
Heute ist die Stelle als Bodendenkmal D-1-7537-0064 „Burgstall des hohen und späten Mittelalters („Burg Wartenberg“) sowie untertägige mittelalterliche und frühneuzeitliche Befunde und Funde im Bereich der ehemaligen Burgkapelle St. Nikolaus und ihres Vorgängerbaus“ vom Bayerischen Landesamt für Denkmalpflege erfasst. Neben der Kapelle befindet sich auch eine Gedenkstele an die frühere Burg auf dem Burgplatz, sie ist ein Baudenkmal mit der Nummer D-1-77-143-17 „Gedenkstele an die abgegangene Burg Wartenberg, klassizistische Stele aus Kalkstein auf einem dreistufigen Postament, 1855“.

## Beschreibung

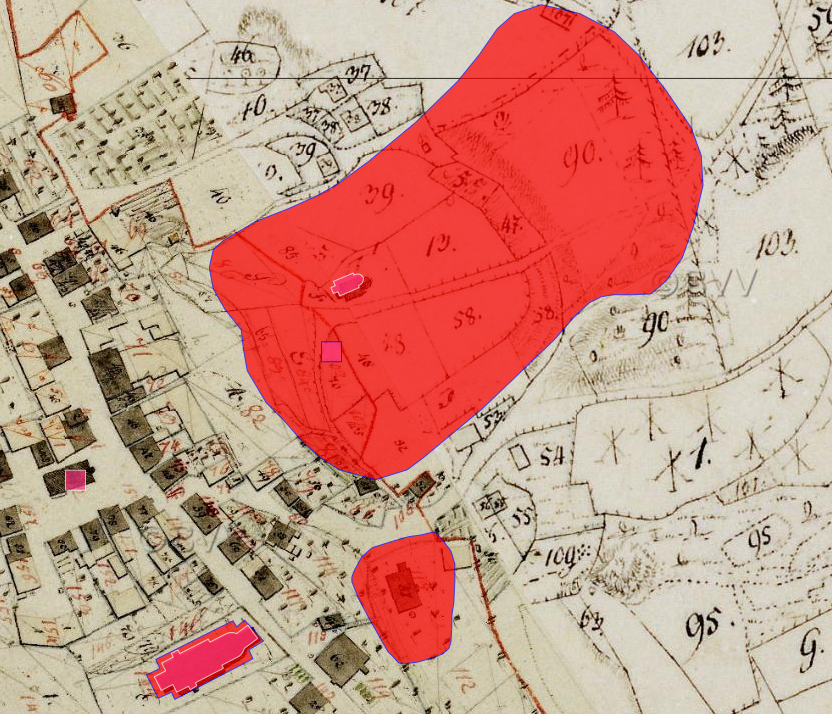
Lageplan von Burg Wartenberg (Oberbayern) auf dem Urkataster von Bayern

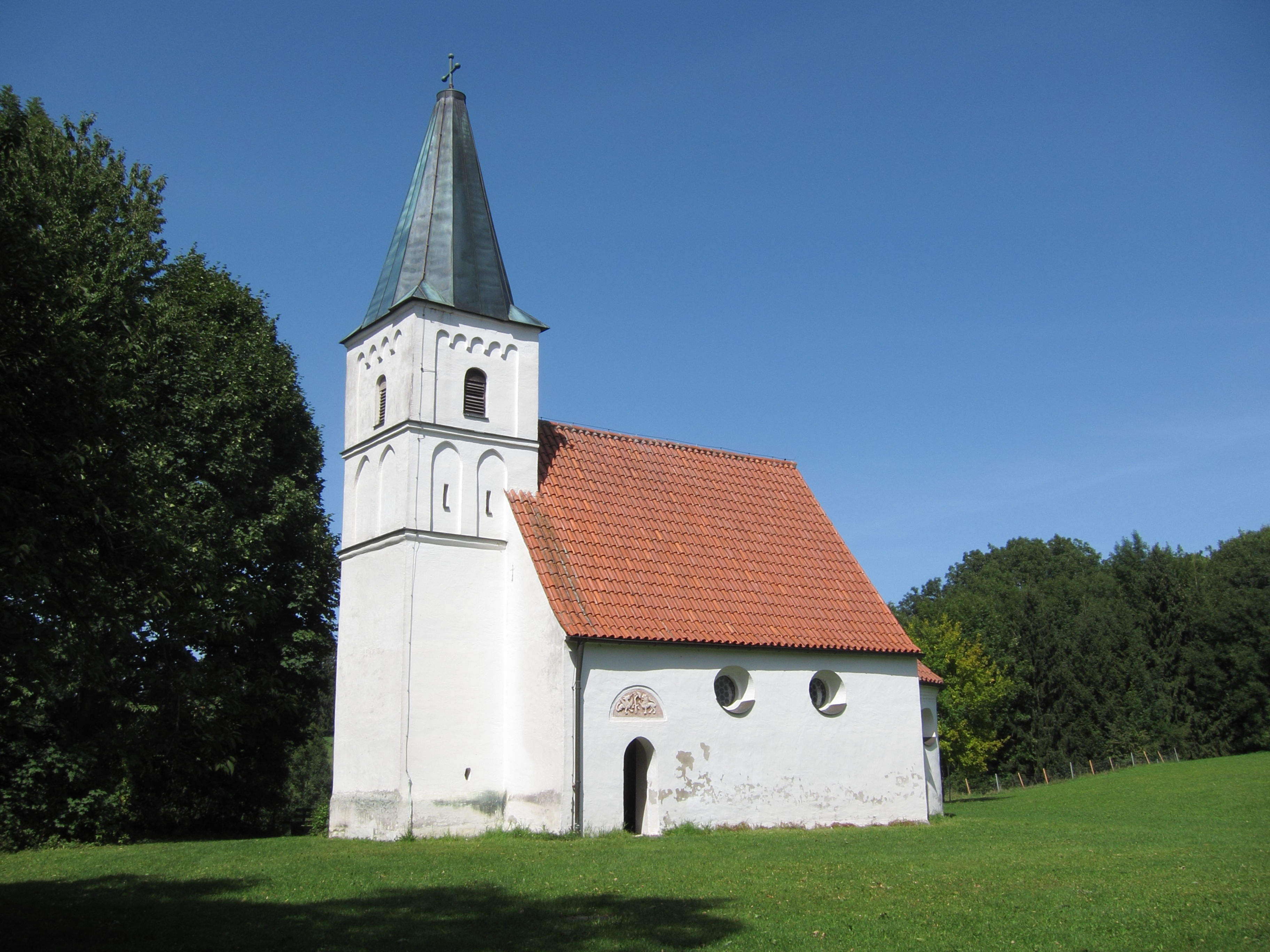
Kapelle St. Nikolaus

Die ehemals rechteckige Anlage auf einer Fläche von etwa 100 mal 70 Metern verfügte über eine Hauptburg mit einem im Nordosten heute noch gut erkennbaren Halsgraben, davor lag eine Vorburg. Auf einem südlich der Hauptburg gelegenen, und durch einen Graben davon getrennten Hügel lag zudem ein Außenwerk, auf ihm steht das Jagdhaus. Auf dem gesamten Burgplatz finden sich keine obertägig sichtbaren Mauerreste mehr, nur künstlich versteilte Hänge zeugen noch von der Befestigung.

### Burgkapelle
Die Kapelle St. Nikolaus (Nikolauskapelle) in der Nordwestecke der ehemaligen Burganlage wurde an der Stelle einer früheren Burgkapelle um das Jahr 1250 erbaut. Der Backsteinbau verfügt über einen Kirchturm an der Westseite und östlich gegenüber eine Apsis. 1619 wurde die Kapelle barockisiert. Über der Eingangstür im Süden befindet sich ein sehenswertes romanisches Tympanon mit der Darstellung eines Drachen und eines Löwen neben einem Baum.
Die Kapelle ist als landschaftsprägendes Baudenkmal D-1-77-143-3 „Ehemalige Burgkapelle St. Nikolaus auf dem Berg der abgegangenen Burg Wartenberg, kleiner Saalbau mit Apsis und romanischen und gotischen Stilelementen, 12./13. Jahrhundert, der Turm mit Spitzhelm und Blendarkaden, 14./15. Jahrhundert; mit Ausstattung“ vom Bayerischen Landesamt für Denkmalpflege erfasst.